# Línea D4 (Montevideo)
La línea D4 fue una línea de transporte diferencial de Montevideo, unía el Hospital de Clínicas con el puente de La Paz, límite departamental de los departamentos de Montevideo y Canelones.

## Historia
Fue creada en 1992 como una extensión de la línea 68, aunque posteriormente y para diferenciarse, pasó a tener la denominación de línea D4 hasta su culminación. En sus inicios la misma llegaba hasta la Plaza de La Paz, pero una decisión del Ministerio de Transporte impidió que la misma acceda a la ciudad, quedando como destino el límite departamental de Montevideo y Canelones, entre La Paz y el pueblo Abayubá. Finalmente la misma sería disuelta y se volvería a convertir en un ramal de la línea 68, en la actualidad convertida en la línea G.